# Knud Poulsen
Knud Poulsen (* 15. Juni 1920 in Fjerritslev, Region Nordjylland; † 2. August 2003) war ein dänischer Journalist, Schriftsteller und Übersetzer.

## Leben
Poulsen war ein Sohn des Postmeisters Harald Henri Poulsen und dessen Ehefrau Sigrid Margrethe Eigtved. Seine ersten literarischen Versuche stammen aus seiner Schulzeit. Nachdem er diese absolviert hatte, konnte er 1940 als Journalist debütieren: er konnte seinen ersten Artikel in der Zeitung Aftenbladet veröffentlichen. Später schrieb er regelmäßig auch für Nationaltidende und Politiken.
Am 3. August 1957 heiratete Poulsen die Kunsthistorikerin Hanne Finsen (* 1925).
Zwischen 1963 und 1964 wirkte Poulsen als Radiosprecher und -moderator und wurde damit auch über die Landesgrenzen hinweg bekannt. 1966 holte man ihn als Dramaturg an das Det Ny Teater (Kopenhagen) und ab 1969 leitete er dieses Theater auch für einige Jahre. Zusammen mit Ebbe Rode schuf er einige Revueen, denen aber kein nachhaltiger Erfolg beschieden war.

## Werke (Auswahl)
Belletristik
- Unser berühmter Landsmann. Ein Märchen aus unserer Zeit („Vor beromte Landsmand“). Rowohlt, Reinbek 1970 (Rororo; 1263).
- Wenn die Tugend Amok läuft. Roman („Dyden gar amok“, 1966 verfilmt unter dem Titel Tugend läuft Amok). Rowohlt, Reinbek 1967 (Rororo; 977).

Sachbücher
- Gør som du vil. Og tag hvad der kommer. Reitzels, Kopenhagen 1985, ISBN 87-412-3827-3.
- Rejse i Spanien. Andersen, Kopenhagen 1953.
- Sengen. The bed, das Bett, le lit. Mobilia, Snekkersten 1969 (in dän., engl, dt.und französ. Sprache).